# بييترو أناستازي
بييترو أنستازي (بالإيطالية: Pietro Anastasi)‏، من مواليد 7 أبريل 1948 في كاتانيا في إيطاليا، لاعب كرة قدم إيطالي سابق.
بدأ أنستازي باللعب منذ عام 1964 وحتى عام 1982، وقد لعب مع أندية نادي ماسيمينيانا ونادي فاريسي ونادي يوفنتوس ونادي إنتر ميلان ونادي أسكولي، وقد لعب 205 مباريات مع نادي يوفنتوس وسجل معه 78 هدف، وقد كان مجموع مشاركاته في الدوري الإيطالي 338 مباراة وسجل 105 هدف.
و قد لعب مع منتخب إيطاليا لكرة القدم 25 مباراة دولية وسجل 8 أهداف.

## روابط خارجية
- بييترو أناستازي على موقع الاتحاد الدولي (مؤرشف)  (الإنجليزية)
- بييترو أناستازي على موقع الاتحاد الأوربي (الإنجليزية)
- بييترو أناستازي على موقع قاعدة بيانات كرة القدم.إي يو (الإنجليزية)
- بييترو أناستازي على موقع ناشيونال فوتبول تيمز (الإنجليزية)
- بييترو أناستازي على موقع Soccerway.com (الإنجليزية)
- بييترو أناستازي على موقع عالم كرة القدم.نت (الإنجليزية)